# Blackmagic RAW
Blackmagic RAW è un moderno (2018) codec video della Blackmagic Design gratuito, e libero il cui obiettivo è combinare la qualità ed i benefici del formato Raw con la semplicità d'uso, la velocità e la dimensione dei files dei formati video tradizionali.
Questa tecnologia avanzata ha anche portato Blackmagic Design Cinema5D' a vincere il premio IBC 2018 Technological Innovation Award.
L'azienda (Blackmagic Design) fornisce un player video del formato Blackmagic RAW per macOS ed il formato di file è compatibile con Davinci Resolve, Adobe Premiere Pro, Media Composer, Assimilate Scratch, Edius, Lightworks and Colorfront Transkoder.
Attualmente (2020) il formato Blackmagic RAW viene prodotto ed utilizzato internamente alla Blackmagic Pocket Cinema Camera 4k, Blackmagic Pocket Cinema Camera 6k, URSA Broadcast cameras, URSA Mini Pro G1 e G2.
Blackmagic RAW è compatibile anche con le videocamere Panasonic EVA1 e Canon C300 MkII attraverso la registrazione esterna con il Blackmagic Video Assist 12G HDR monitor. 
Il formato è stato pensato per essere supportato da un sempre crescente numero di videocamere facendo uso dei Blackmagic Video Assist 12G HDR monitors per la registrazione.